# FK Inkaras Kaunas
Futbolo Klubas Inkaras var en fodboldklub fra den litauiske by Kaunas.

## Historie
Klubben blev stiftet i 1937 og gik konkurs i 2003.

## Titler

### Nationalt
- A Lyga
  - Vindere (2): 1995, 1996
- Soviet Litauen (A klasė, Aukščiausia lyga)
  - Vindere (5): 1950, 1951, 1954, 1964, 1965
- Litauiske Cup
  - Vindere (7): 1948, 1949, 1951, 1954, 1965, 1969, 1995
- Litauiske Super Cup
  - Vindere (1): 1995

## Klub farver
| INKARAS | INKARAS |

## Historiske slutplaceringer
| Sæson     | Niveau | Liga   | Placering | Kilder | Cup      |
| --------- | ------ | ------ | --------- | ------ | -------- |
| 1991      | 1.     | A lyga | 14.       | [ 1 ]  |          |
| 1991—1992 | 1.     | A lyga | 10.       | [ 2 ]  |          |
| 1992—1993 | 1.     | A lyga | 9.        | [ 3 ]  |          |
| 1993—1994 | 1.     | A lyga | 8.        | [ 4 ]  |          |
| 1994—1995 | 1.     | A lyga | 1.        | [ 5 ]  | 🏆 Cupin |
| 1995—1996 | 1.     | A lyga | 1.        | [ 6 ]  | 🏆 Cupin |
| 1996—1997 | 1.     | A lyga | 3.        | [ 7 ]  | 🏆 Cupin |
| 1997—1998 | 1.     | A lyga | 4.        | [ 8 ]  |          |
| 1998—1999 | 1.     | A lyga | 5.        | [ 9 ]  |          |
| 1999—2000 | 1.     | A lyga | 6.        | [ 10 ] |          |
| 2000—2001 | 1.     | A lyga | 9.        | [ 11 ] |          |
| 2001—2002 | 1.     | A lyga | 5.        | [ 12 ] |          |
| 2002—2003 | 1.     | A lyga | 5.        | [ 13 ] |          |